# نهوج (برزاوند)
نهوج (بالفارسية: نهوج) هي قرية تقع في إيران في قسم برزاوند الريفي. يقدر عدد سكانها بـ 224 نسمة بحسب إحصاء 2016.